# Doden liegen niet
Doden liegen niet is een Nederlands televisieprogramma dat wordt uitgezonden door de omroep WNL.
In dit programma ging forensisch patholoog en presentator Frank van de Goot tussen 2016 en 2018 op zoek naar de doodsoorzaak van echte zaken en onderzocht verschillende theorieën die een verklaring kunnen geven voor een overlijden. Vaak betrof het een verzoek van nabestaanden die nog met onbeantwoorde vragen zitten. Na een autopsie, reconstructie en/of praktijkproeven legde de presentator aan de nabestaanden uit wat er onderzocht was en wat de (vermoedelijke) doodsoorzaak was.
Een van de zaken waar in het programma aandacht voor vroeg betrof de balpenmoord.